# 西伯利亚紫菀
西伯利亚紫菀（学名：Aster sibiricus）为菊科紫菀属的植物。分布于俄罗斯、日本、西伯利亚、蒙古、欧洲以及中国大陆的黑龙江等地，生长于海拔250米的地区，一般生于低山草地，目前已由人工引种栽培。

## 别名
鲜卑紫菀